# Metro w Porto Alegre
Metro w Porto Alegre – system kolei podziemnej w mieście Porto Alegre w Brazylii. Składa się z dwóch czynnych linii, ma 17 stacji oraz obsługuje 170 000 pasażerów dziennie.

## Historia
Pierwszą linię metra otwarto 1985 roku połączyła ona centrum miasta z pobliskimi miastami.
W 2000 została przedłużona o 2,45 km na potrzeby nowej stacji.